# Ofaié

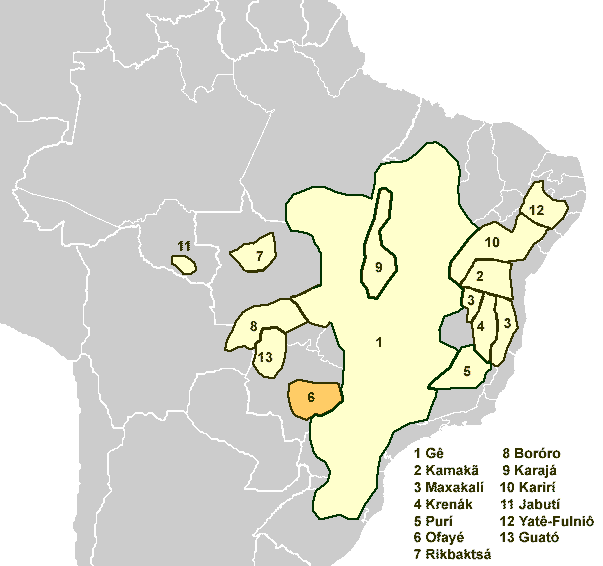
Territorios donde se habla Ofaié.

Los ofayés, ofaiés y opaiés son un grupo indígena del Brasil que habitan el oriente del estado de Mato Grosso del Sur. Son originarios de la zona donde actualmente se encuentra la ciudad de Três Lagoas y Brasilândia. Antes de la llegada de los colonizadores el número de miembros se estimaba en cinco mil, de los que actualmente quedan sesenta concentrados en una pequeña reserva dentro del municipio de Brasilandia.  
La lengua ofayé, de difícil clasificación, se considera parte de la familia lingüística macro-yê.
- Datos: Q2258646